# Хамерзен
Хамерзен (нем. Hamersen) — община в Германии, в земле Нижняя Саксония.
Входит в состав района Ротенбург-на-Вюмме. Подчиняется управлению Зиттензен. Население составляет 461 человек (на 31 декабря 2010 года). Занимает площадь 13,61 км².